# Уздица
Уздица (укр. Уздиця) — село,
Уздицкий сельский совет,
Глуховский район,
Сумская область,
Украина.
Код КОАТУУ — 5921588301. Население по переписи 2001 года составляло 547 человек .
Является административным центром Уздицкого сельского совета, в который, кроме того, входит село
Викторово.

## Географическое положение
Село Уздица находится на расстоянии в 4,5 км от реки Эсмань.
В 2-х км расположено село Сутиски, в 4-х км — сёла Викторово и Дунаец.
По селу протекает пересыхающий ручей с запрудой.
Село окружено большим лесным массивом.

## История
- Вблизи села Уздица обнаружены курганы века бронзы и древнерусское городище.
- Первое письменное упоминание о селе Уздица относится к 1636 году.
- Село Уздица было в составе Холопковской волости Глуховского уезда Черниговской губернии.
- В селе Уздица была Михайловская церковь. Священнослужители Михайловской церкви[2]:
  - 1843 - священник Василий Барзаковский
  - 1888 - священник Гордий Андриевский
  - 1898 - священник Петр Балаба
  - 1912 - священник Михаил Бондаревский
  - 1916 - священник Афанасий Бондаревский

## Экономика
- Фермерское хозяйство «Волна».

## Объекты социальной сферы
- Школа І-ІІ ст.

## Достопримечательности
- Братская могила советских воинов.

## Религия
- Церковь Святого Архистратига Михаила.